# Väster-Svartlandstjärnen
Väster-Svartlandstjärnen är en sjö i Örnsköldsviks kommun i Ångermanland och ingår i Nätraåns huvudavrinningsområde.